# ستيفان بيرنس
ستيفان بيرنس (بالألمانية: Stefan Behrens) (و. 1942 – م) هو ممثل، وممثل صوت، من ألمانيا، ولد في دريسدن.

## وصلات خارجية
- ستيفان بيرنس على موقع IMDb (الإنجليزية)
- ستيفان بيرنس على موقع ألو سيني (الفرنسية)
- ستيفان بيرنس على موقع قاعدة بيانات الأفلام السويدية (السويدية)
- ستيفان بيرنس على موقع ديسكوغز (الإنجليزية)
- ستيفان بيرنس على موقع قاعدة بيانات الفيلم (الإنجليزية)
- ستيفان بيرنس على موقع كينوبويسك (الروسية)